# Sông Xà Lò
Sông Xà Lò, còn viết là Đắk Xà Lò, là phụ lưu cấp 1 của sông Trà Khúc, chảy ở huyện Kon Plong tỉnh Kon Tum và các huyện Sơn Tây, Sơn Hà tỉnh Quảng Ngãi, Việt Nam .
Tên gọi "Đăk Xà Lò" nêu trong bản đồ 1:50.000  và trong "Báo cáo thuyết minh tổng hợp về QHSDĐ đến năm 2020, kế hoạch sử dụng đất 5 năm kỳ đầu (2011-2015) huyện Sơn Tây" . Dòng suối ở thượng nguồn trên vùng đất huyện Kon Plong có tên "Đăk Lô" , nơi có xây dựng thủy điện Đăk Lô.

## Thủy điện
- Thủy điện Sơn Trà xây dựng trên dòng Xà Lò với hai bậc thang là Sơn Trà 1A và Sơn Trà 1B, với tổng công suất lắp máy thiết kế là 60 MW. Thủy điện được khởi công xây dựng tháng 7/2015, dự kiến hoàn thành trong năm 2018. Tháng 8/2018 thủy điện đã hòa lưới quốc gia cho tổ máy số 1 [5][6].